# 韋爾科姆 (北卡羅萊納州)
韋爾科姆（英語：Welcome）是位於美國北卡羅萊納州戴維森縣的普查規定居民點。

## 人口
根據2020年美國人口普查的數據，韋爾科姆的面積為24.12平方千米，皆為陸地。當地共有人口4131人，而人口密度為每平方千米171.27人。